# Antoni Viladomat i Manalt

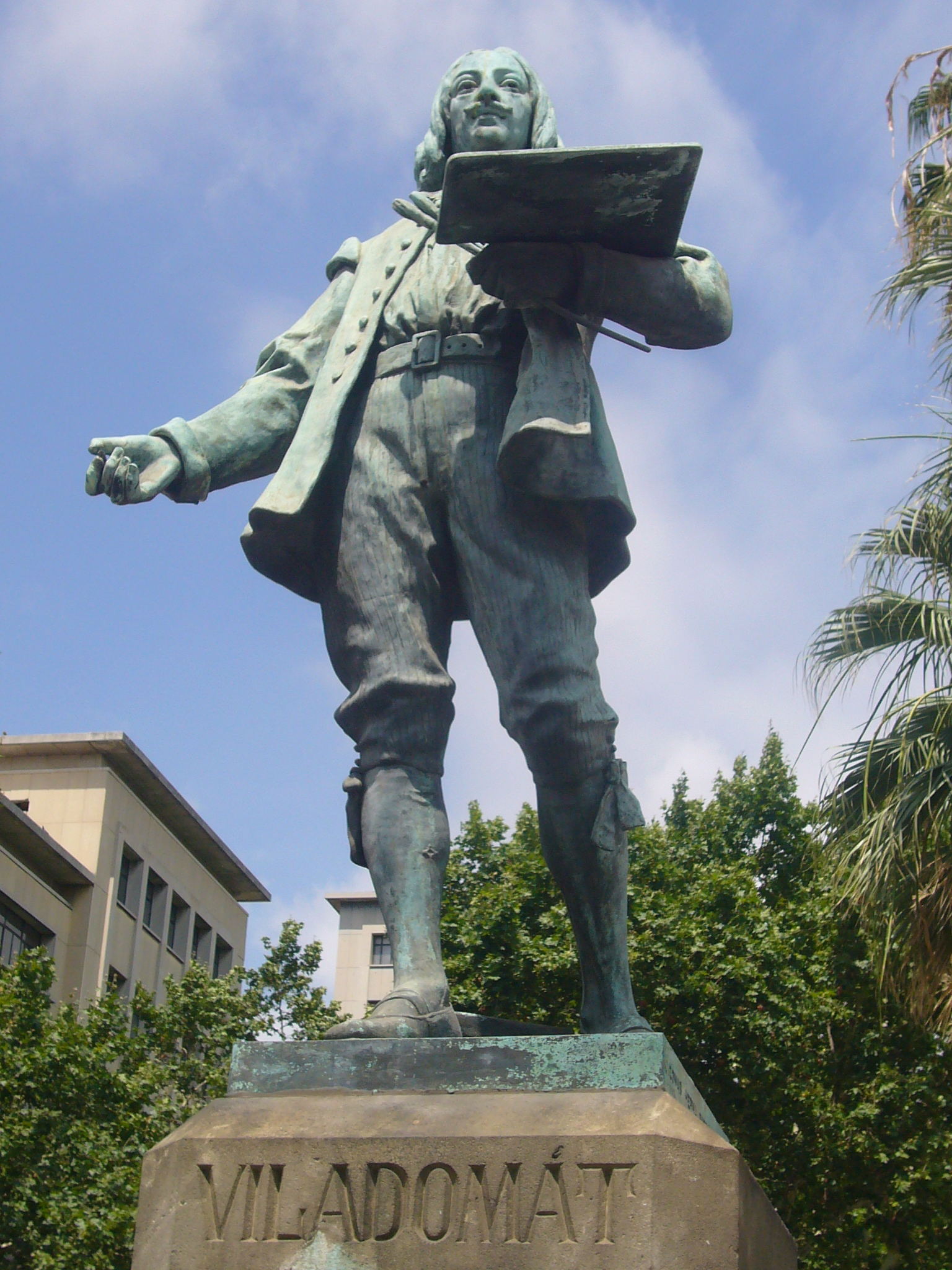
Denkmal von Antoni Viladomat am Passeig de Lluís Companys in Barcelona

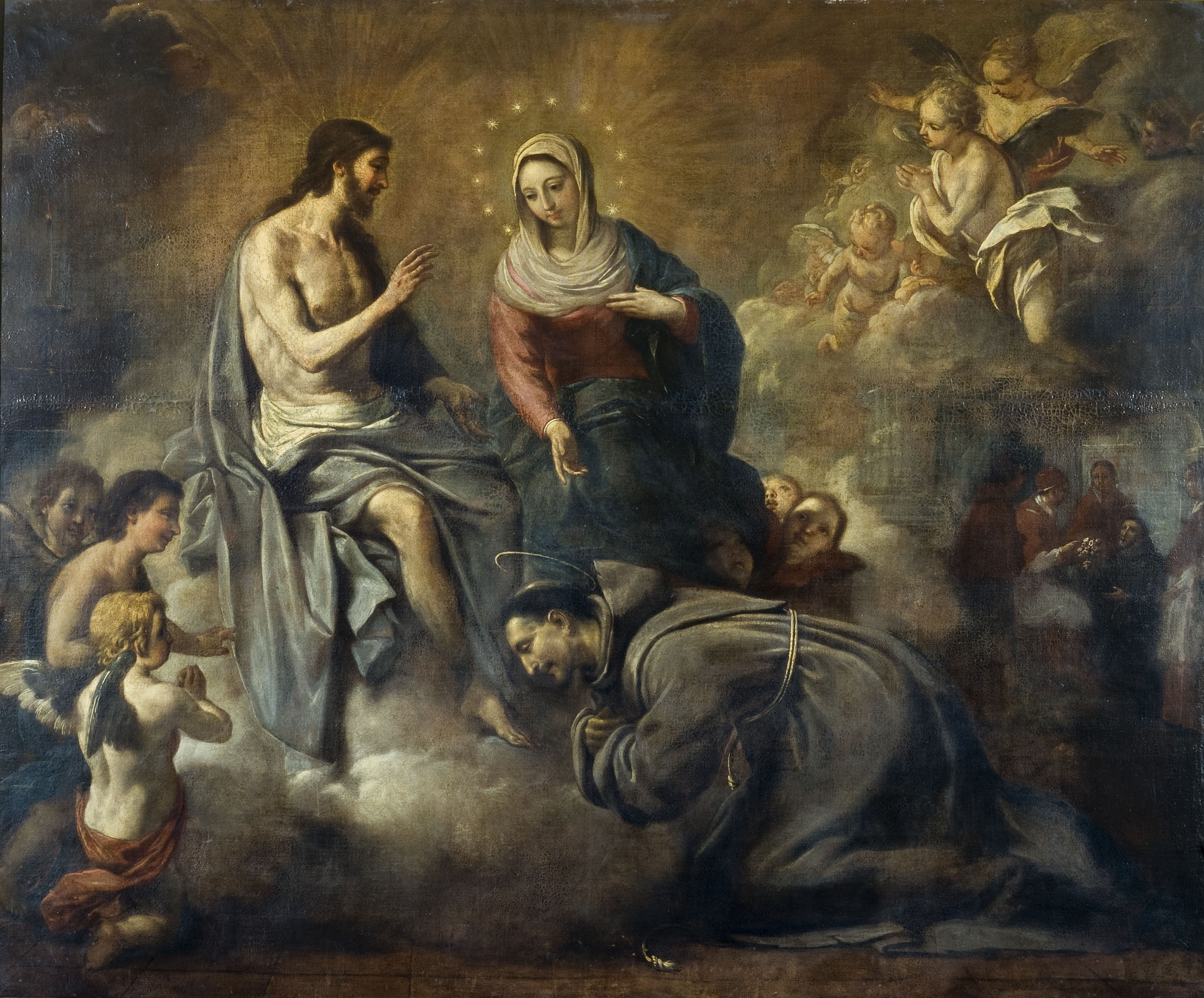
Jesus gewährt dem heiligen Franziskus den Ablass der Sünden in Portiuncula (Antoni Viladomat, 1722/1724)

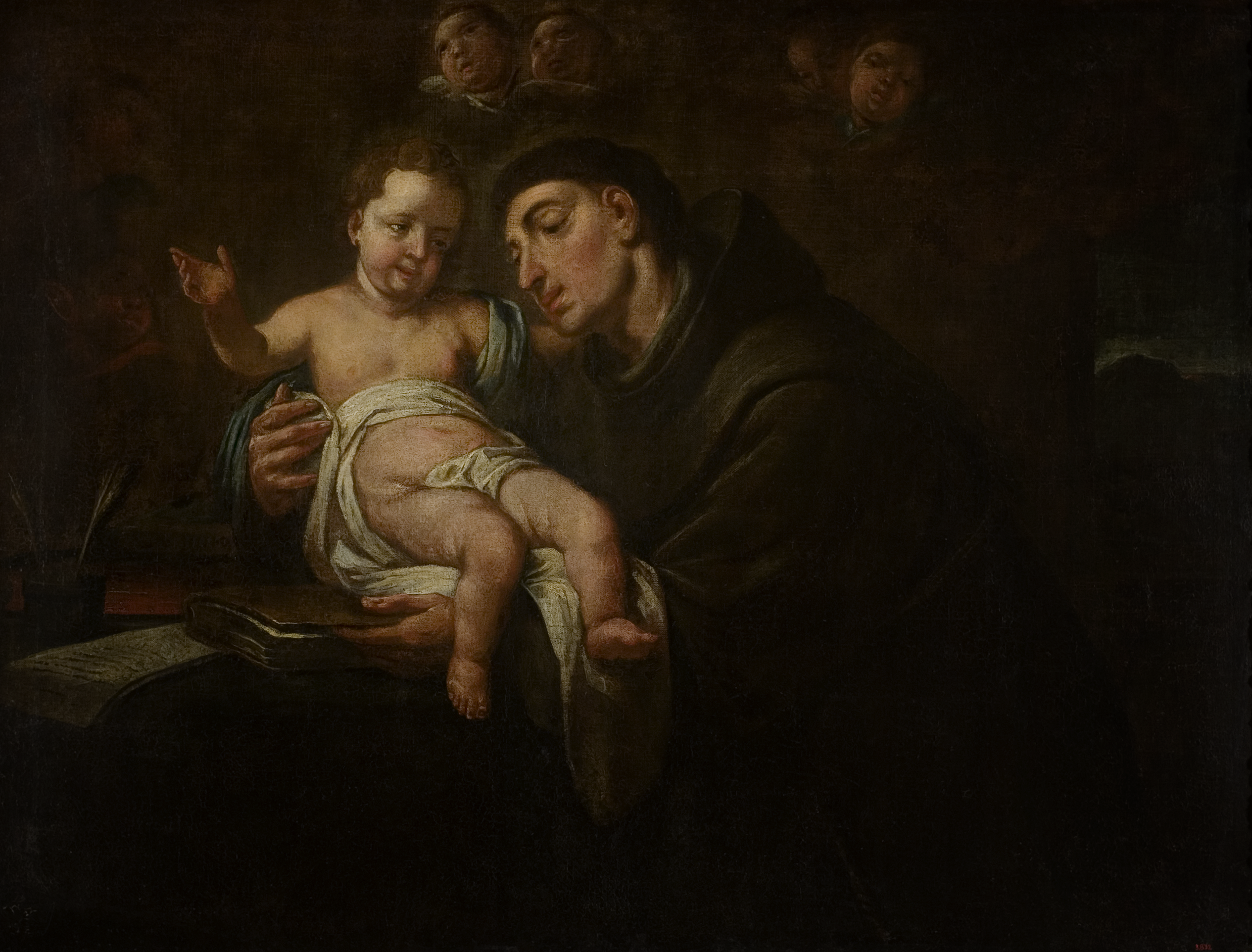
Die Vision des Antonius von Padua (Antoni Viladomat, 1720)

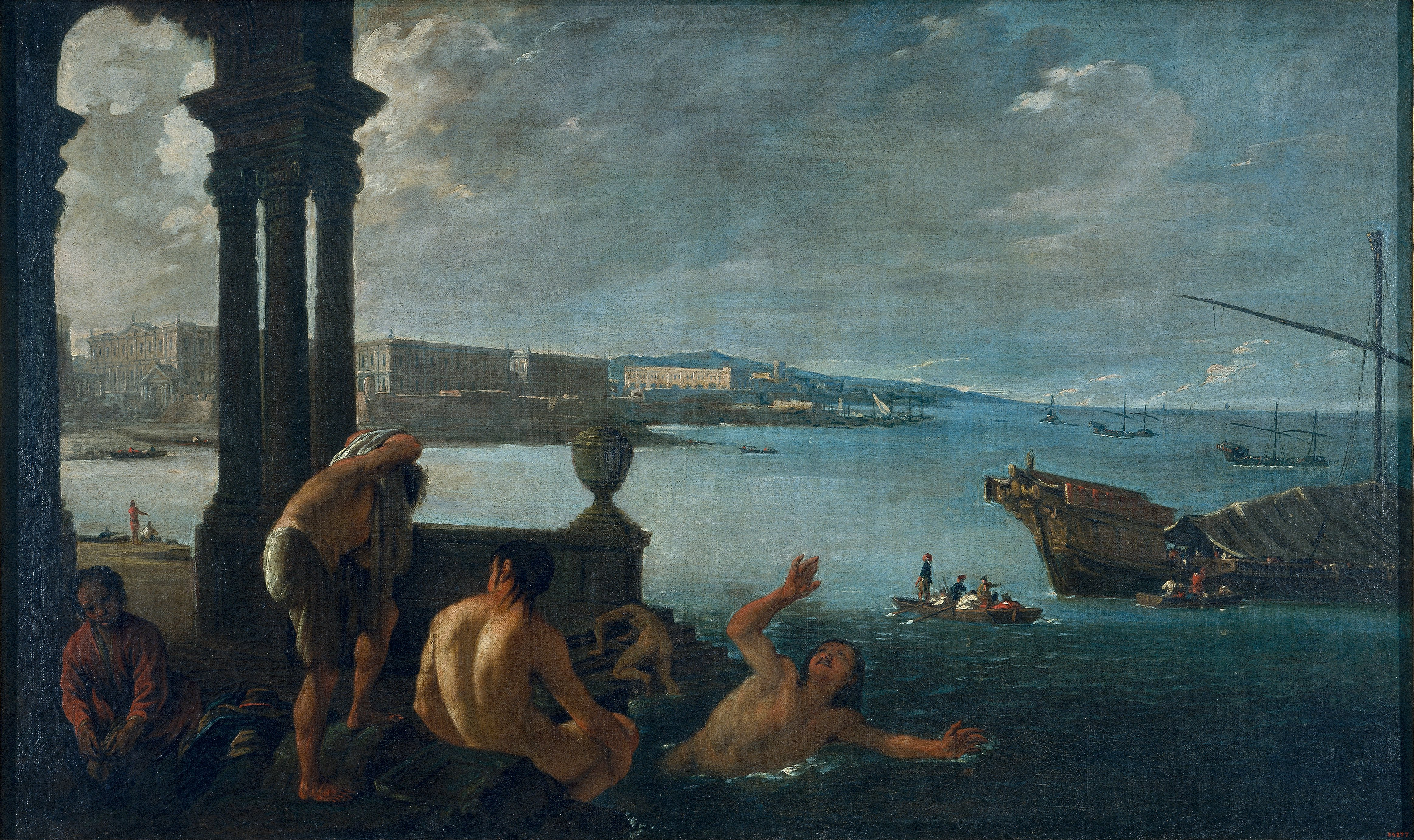
Der Sommer (aus den Vier-Jahreszeiten, Antoni Viladomat, 1730–1735)

Antoni Viladomat i Manalt (* 20. März 1678 in Barcelona; † 22. Januar 1755 ebenda) war ein katalanischer Maler des Barock.

## Leben und Werk
Antoni Viladomat war der Sohn des Vergolders Salvador Viladomat und seiner Frau Francesca Manalt, die verwitwet ihren Sohn bei dem Barceloneser Maler Joan Baptista Perramon in die Lehre gab. Um 1711 wurde Antoni Viladomat Mitarbeiter des Italieners Ferdinando Galli da Bibiena, dem prominentesten Künstler am Hof von König Erzherzog Karl III. in Barcelona. Dort arbeitete an der Dekoration der nicht mehr existierenden Kirche Sant Miquel mit.
Ein Großteil von Viladomats künstlerischer Produktion ging verloren. Es verblieben aber genügend Werke, um den Künstler zu studieren und einzuordnen. Die im Museu d’Art de Catalunya aufbewahrte Sammlung enthält neben zahlreichen Zeichnungen von hoher Qualität die Gemälde Die vier Jahreszeiten, einige Stillleben und andere Gemälde zu religiösen Themen wie die Serie von zwanzig Gemälden, die um 1724 gemalt wurden und dem heiligen Franziskus von Assisi gewidmet sind. Diese Gemälde schmückten ursprünglich den Kreuzgang des Franziskanerklosters von Barcelona. Bedeutende Werke Viladomats befinden sich auch in der Schmerzenskapelle mit dem angrenzenden Sitzungssaal der Bruderschaft in der Kirche Santa Maria de Mataró. Dieses künstlerische barockensemble wurde 1737 fertiggestellt. Es repräsentiert das umfangreichste Barockkunstwerk in Katalonien. Architektur, Skulptur und Malerei sind zusammen mit den dekorativen Schnitzereien der Rahmen, des Altarbildes, der Seitentribünen und des Chors der Kapelle zu einem einheitlichen Ensemble integriert. Hier finden sich etwa vierzig Gemälde Viladomats, die die Schmerzen der Jungfrau Maria, Engel, Apostel, Evangelisten und verschiedene Heilige thematisieren sowie interessante Ergänzungen dekorativer Wandmalereien in Tempera, die die Seitenwände und das Gewölbe der Kapelle bedecken. Weitere geistliche Gemälde, Porträts, Stillleben und andere Genrebilder befinden sich in verschiedenen Museen und Sammlungen und tragen dazu bei, das Wissen über Kunst Viladomats zu vervollständigen.
In Skizzen und Zeichnungen bereitete er die entstehenden Kunstwerke sorgfältig vor. In präziser, guter Technik führte er sie aus. Seine Zeichnungen zeugen von einem intensiven Studium der Natur, die Kompositionen sind in sich stimmig. Sein künstlerisches Interesse an der Landschaft wird offensichtlich. Dies spiegeln die Wolken und das Licht der katalanischen Landschaft wieder. Seine Inspirationen bei religiösen Themen sind hoch aufrichtig und von großer Nüchternheit. Hierbei vermeidet er übertriebene Sentimentalität, die im Barock der Zeit durchaus verbreitet war. Trotzdem erreicht er hohe Ebenen expressiver Mystik.
Antoni Viladomat war ohne Zweifel ein herausragender Maler im Katalonien seiner Zeit. Er entwickelte seine künstlerischen Anlagen aus sich selbst heraus, da er aufgrund seiner engen und beschränkten Lebensbedingungen keine exzellente Ausbildung genießen konnte.
Sein Sohn Josep Viladomat i Esmandia (Barcelona 1722–1786) setzte die Künstler- und Malertradition fort. Ein Zyklus von Gemälden über das Leben des Heiligen Thomas von Aquin, der ursprünglich im Priesterseminar von Barcelona gehangen hat, ist nicht mehr erhalten. Andere Werke von Josep Viladomat werden in Sammlungen zusammen mit den Werken seines Vaters aufbewahrt.